# Finn fem fel

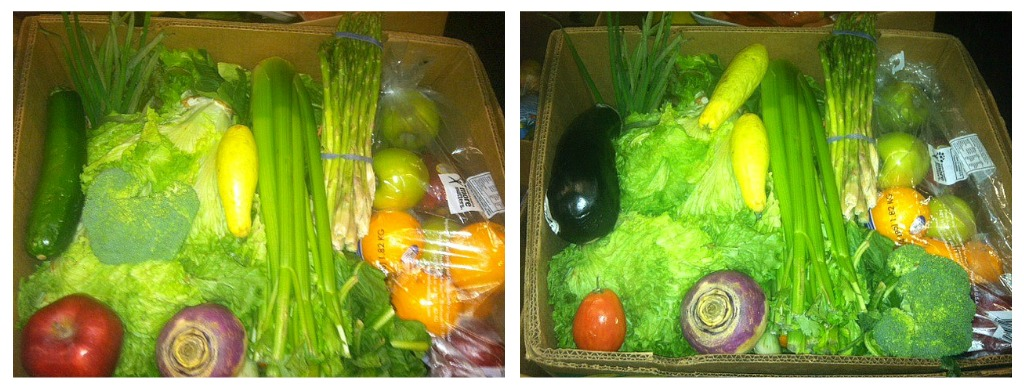
Finn fem fel. Två bilder med fem stora skillnader.

Finn fem fel är ett logikspel som går ut på att man ska hitta fem skillnader mellan två för övrigt identiska bilder. Olikheterna är ofta små i syfte att stimulera hjärnan. Deltagaren brukar markera avvikelserna direkt på den ena bilden. Finn fem fel förekommer bland annat i pyssel- och målarböcker för barn, där barnen även brukar ha möjlighet att färglägga bilderna.

## Varianter
Det finns olika varianter på finn fem fel, exempelvis lekar. I en placeras fem föremål ut i en onaturlig miljö och deltagaren ska försöka lista ut vilka fem föremål som inte hör hemma i miljön i vanliga fall.
I en annan variant som används av Scouterna smygs det in felaktigheter i en text som en ledare läser upp. Det lag som först upptäcker fem felaktigheter vinner.